# ヒューゴ・ボス
ヒューゴ・ボス（HUGO BOSS）は、ドイツのファッションデザイナー、および紳士服の高級ファッションブランドである。

## 概要

### 創業
1923年にヒューゴ・フェルディナント・ボス（Hugo Ferdinand Boss）がドイツのメッツィンゲンに設立。
ナチス・ドイツ時代の制服の生産
ドイツ国防軍直属の制服ブランドとして、1932年よりヒューゴ・ボス社は、ナチス・ドイツ親衛隊の制服の生産、供給を行なった。1933年より秘密国家警察の制服の生産を開始する。後に武装親衛隊の制服も担当した。

### 戦後
戦争が終わり不況が続くが1953年に発表した男性用のスーツが人気を呼び、スーツのブランドとして定着していった。1980年代に入ると、香水や靴、ボディウェアなどの製品にも着手。1996年にはレディースウェアも発表する。現在はイタリアのヴァレンティーノグループの傘下にある。
1992年に発売されたサントリーのコーヒー「BOSS」がノベルティグッズの一つである「ボスジャン」にそっくりのロゴを使用したため争いとなり、商標権侵害を理由に同社がサントリーを訴えたこともあるが、その後サントリー側がロゴの使用時に条件を付けることを了承したため和解した。

### モータースポーツ
モータースポーツとの係わりが深いことでも有名で、1982年からF1のマクラーレンチームのスポンサーとしてドライバーやチームスタッフ用のスーツ・ユニフォームなどを供給し続けていた。なおマクラーレンとの契約は2014年で終了し、2015年からは新たにメルセデスAMG F1とパートナーシップを組んだが、2017年限りでF1からは撤退し、フォーミュラEの2017 - 2018シーズンよりオフィシャルアパレルパートナーを務める。
2022年、5年ぶりにF1に復帰し、アストンマーティンF1のオフィシャルファッションパートナーを務めることになった。また2024年からは「HUGO」ブランドでRB・フォーミュラワン・チームのパートナーも務めることになり、2チームを別々のブランドでサポートする形となっている。

### オーナー
1980年代後半のバブル景気時には、日本の丸晶興産（レイトンハウスの親会社）が同社を買収したが、丸晶興産の経営難に伴いイタリアのマルゾット家に売却している。マルゾット家は2007年に、ヒューゴボスの株式およそ51%を所有していたヴァレンティーノをペルミラ・アドバイザーズ傘下のレッド・アンド・ブラック・ラックスに売却したが、同社は2015年にヒューゴ・ボスの株式を市場で売却した。